# 유라시아 유목민
유라시아 유목민들은 유라시아 스텝 출신의 유목민들로, 유럽, 서아시아, 중앙아시아, 동아시아, 남아시아의 침략자로 역사에 자주 등장한다. 일반적으로 기마민족(騎馬民族)이라 하면 이들을 지칭한다.
유목민은 영구적인 거주지가 없는 사람들로, 가축을 위한 신선한 목초지를 찾아 이곳저곳을 여행하는 생활사를 가졌다. 유라시아 유목민이란 중앙아시아, 몽골, 그리고 현재의 러시아, 우크라이나의 스텝 지대에 살았던 다양한 민족들을 포함하는 포괄적인 개념이다. 그들은 기원전 3500년 경에 말을 길들여 유목의 어려움을 상당수 해소할 수 있었으며, 자연스레 경제와 문화는 말을 중심으로 이루어지게 되었다. 전차, 마차, 기병, 궁기병을 발달시키며 멍에, 등자 등을 발명해 스텝 지대를 매우 빠르게 돌아다니고 그들의 기술을 스텝 전역의 정착민들에게 퍼트렸다. 철기 시대 동안 스키타이 문화가 유라시아 유목민들 사이에서 구별되어 나타났다.

## 역사

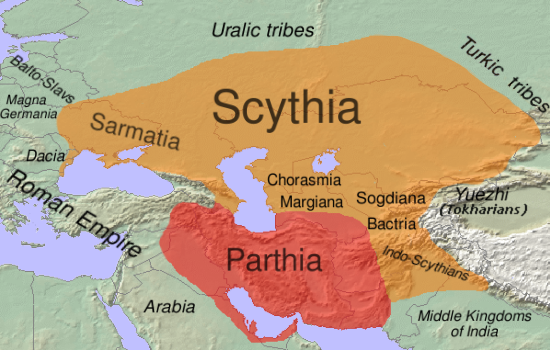
기원전 1세기경 스키타이족의 분포 범위

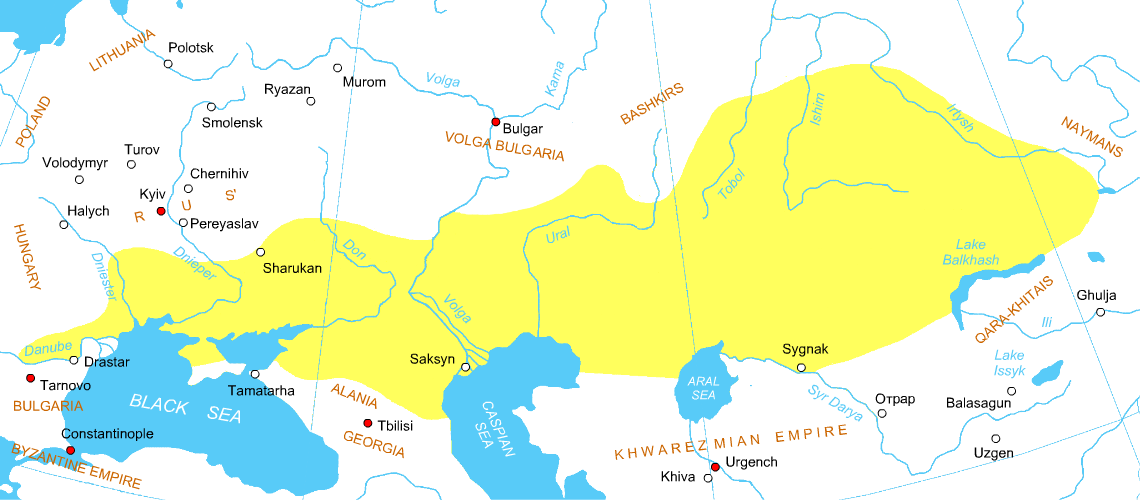
서기 1200년 경 쿠만인과 킵차크인들의 연맹

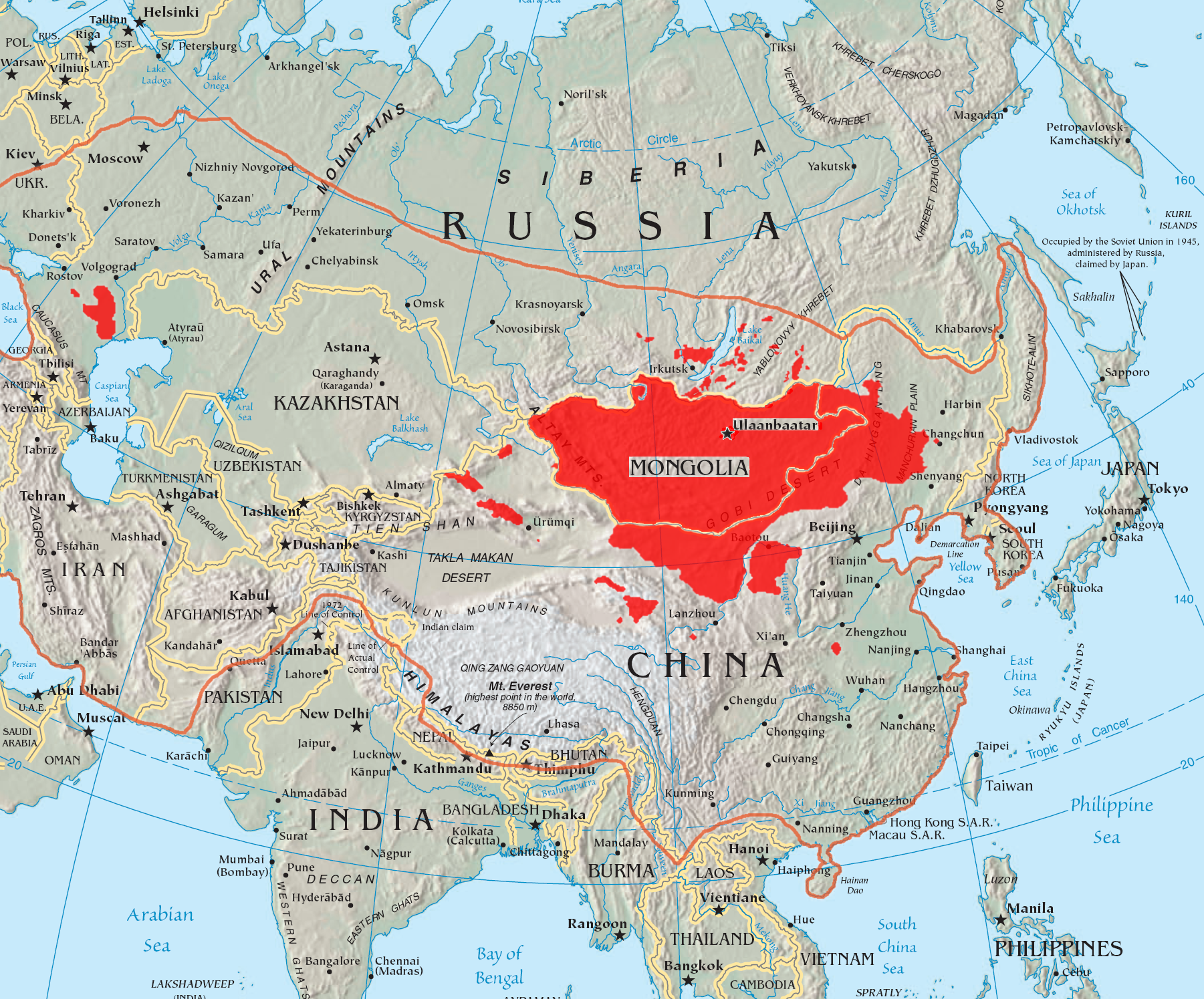
13세기 몽골제국의 국경과 현대 몽골인들의 분포범위.

스키타이는 기원전 8세기 초엽에 스키타이어를 사용하는 사람들로 구성된 느슨한 국가 또는 연맹체이다. 스키타이인들은 아시아의 타림분지와 서몽골에서부터 오늘날의 벨라루스와 폴란드까지 유라시아 스텝 지대에 거주한 이란족 부족이었다. 로마군은 정예 기병으로 사르마티아인들을 고용하기도 했다. 유럽은 역사속에서 킴메르족 등의 유라시아 유목민들의 침략의 물결을 여러 번 받아내었다. 스키타이인들과 사르마티아인들은 기원전 제1천년기에 그들의 헤게모니를 누렸다. 하지만 서기 제1천년기가 시작되며 카스피해 동쪽의 스텝에서 온 다른 민족들의 이민 행렬에 의해 쫓겨났다. 월지족이 이들을 몰아냈는데 원래의 땅에 살던 이들은 그들에게 동화될 수 밖에 없었고, 이렇게 동화된 동부 스키타이인(사카)들 중 많은 사람들이 파르티아 제국에 이주하여 정착해 나중에 그 땅은 사카스탄이라고 불리기도 했다.
반면 서부의 알란족, 사르마티아족은 정착하여 몇몇 동부 슬라브 부족의 지배계급이 되었다. 이들 중 일부는 슬라브 문화에 동화된 반면 이란족의 정체성을 유지한 이들도 있었다. 이란족의 정체성을 유지한 이들의 언어는 오늘날 오세티야인들이 사용한다. 중세 초기 마자르족, 몽골족, 셀주크, 칼미크인, 키르기스족, 카자흐족 등 다양한 민족이 득세하고 쇠퇴했다. 이들 기마민족에 의한 가장 이른 침략은 기원전 4천년 경 인도유럽조어 사용자들이 주도한 것이라는 쿠르간 가설도 존재한다. 킴메르인들은 동유럽 출신의 유목민족들 중 가장 이른 시기에 유럽을 침공한 유라시아 유목민이다. 그들의 군사력은 항상 기병을 기반으로 했으며, 진정한 의미의 기병을 개발한 최초의 사람들 중 하나로 평가받는다.
비슷한 시기 만주, 몽골, 신장을 포함한 중국의 북쪽 지역에는 유목민들이 살고 있었다. 중국은 역사가 쓰여지던 초기부터 웨이허 계곡의 서쪽에 있는 유목민족과 숱하게 충돌했다. 주나라의 문헌들은 서융, 북적, 진나라의 잔혹성과 탐욕을 들어 늑대에 비유하곤 했다. 유목민족이 사용하던 철과 청동은 중국에서 공급되었다. 과거에는 유목민 부족이 광물을 자급자족할 수 있었을 것이라는 이론이 오언 래티모어에 의해 제기되었는데, 이는 유목민들의 습격이 참된 필요가 아닌 탐욕에 그 동기가 있다는 결론을 내어 여러 지적을 받았다. 이후의 연구들은 곡물, 섬유, 철기에 대한 유목민족의 수요가 커서 자급자족이 불가능했을 뿐만 아니라 중국을 통한 공급도 초과했음을 밝혔다. 아나톨리 카자노프는 이러한 생산의 불균형을 스텝 유목문화의 불안정의 원인으로 지목했다. 후대의 학자들은 중국 북쪽 국경의 평화는 유목민들이 무역이나 결혼과 같은 평화로운 수단을 통해 그들이 필요로 하는 필수 곡물과 직물을 얻을 수 있는지 없는지에 크게 좌우된다고 주장했다. 몇몇 부족들은 하나로 뭉쳐 흉노라 불리는 조직을 형성했는데, 이를 통해 유목민 부족들은 농경 중국인들과의 거래에서 우위를 점할 수 있었다.
당나라 때에 황하가 언 틈을 타 튀르크족이 중국을 침략했다. 당대의 당나라 사료들은 튀르크 말의 우월성에 주목했다. 당태종은 이 말들이 "평범한 말들보다 훨씬 뛰어났다"고 썼다. 예니세이 키르기스족은 금, 주석, 철과 같은 자원이 풍부한 지역을 지배한 지류 부족이었다. 튀르크인들은 키르기스족이 공급한 철로 무기, 갑옷, 안장 부품을 만들었다. 튀르크인은 유목민 사냥꾼이었고 때때로 사냥으로 군사 활동을 위장하기도 하였다. 카간의 지휘 아래 조직되어 중국을 습격하여 작전의 승패가 부족 지도자의 위신에 큰 영향을 미쳤다. 6세기에 괵튀르크족은 실위, 거란, 유연, 토욕혼, 카라호자(고창), 에프탈(백훈)을 상대로 승리하며 북부 스텝 지역에 대한 지배권을 공고히 다졌고, 돌궐을 이루었다. 그러나 6세기 말, 내전 이 일어나 제국은 630년과 657년에 각각 당나라에 정복당하기 전까지 동돌궐과 서돌궐로 나뉘었다.

## 같이 보기
- 내륙아시아
- 유목제국
- 초원길
- 스키타이 문화